# ميلوس زيفكوفيتش (لاعب كرة قدم)
ميلوس زيفكوفيتش (24 مايو 1984 في صربيا - ) هو لاعب كرة قدم صربي في مركز الوسط. لعب مع نادي ياغودينا ورادنيتشكي 1923 ‏ وملادي رادنيك ‏ وبيزانيا نوفي بلغراد ‏.

## وصلات خارجية
- ميلوس زيفكوفيتش (لاعب كرة قدم) على موقع قاعدة بيانات كرة القدم.إي يو (الإنجليزية)
- ميلوس زيفكوفيتش (لاعب كرة قدم) على موقع Soccerway.com (الإنجليزية)
- ميلوس زيفكوفيتش (لاعب كرة قدم) على موقع عالم كرة القدم.نت (الإنجليزية)